# Distrito de 24 Parganas norte
Pronunciação
24 Parganas norte (em bengali:  উত্তর চব্বিশ পরগণা জেলা) é um distrito da Índia no estado de Bengala Ocidental. Código ISO: IN.WB.NP.
Compreende uma superfície de 4 095 km².
O centro administrativo é a cidade de Barasat.

## Demografia
Segundo o censo de 2011 contava com uma população total de 10 082 852 habitantes, dos quais 4 910 714 eram mulheres e 5 172 138 homens.